# Alphonse Defrasse
Alphonse Alexandre Defrasse est un architecte français, né le 30 septembre 1860 à Paris et mort le 18 mars 1939 dans la même ville.
Prix de Rome, il est connu principalement pour ses réalisations en tant qu'architecte en chef de la Banque de France.

## Biographie
Fils d'un négociant, Alphonse Defrasse naît le 30 septembre 1860 dans le 1er arrondissement de Paris.
Entré à l'École nationale supérieure des beaux-arts en 1877, il y est élève de Jules André. Il expose au Salon des architectes dès 1882 et y obtient cette année-là une médaille de 2e classe puis, en 1885, une bourse de voyage et en 1893 une médaille d'honneur. 
Il est trois fois logiste pour le Prix de Rome et remporte finalement le Grand prix en 1886 pour un projet de palais pour la Cour des comptes. Il réside à la Villa Médicis de janvier 1887 à décembre 1890. En tant que pensionnaire de l'Académie de France à Rome, il séjourne en Grèce et effectue des relevés du théâtre d'Épidaure, qui constituent son envoi de 3e année et fait l'objet d'une publication. 
Architecte des bâtiments civils et palais nationaux, il est nommé architecte en chef de la Banque de France en 1898 et le restera jusqu'en 1936. À la suite de la loi du 17 novembre 1897 obligeant la Banque de France à posséder une succursale dans tous les chefs-lieux de département, il crée un plan type d'hôtel pour la banque de France. Ce plan est repris à de nombreuses occasions pour un grand nombre de succursales de la banque un peu partout en France. Il réalise par ailleurs un certain nombre de commandes privées pour des hôtels particuliers à Paris, en banlieue parisienne et à Deauville.
Il remporte un grand prix à l'Exposition universelle de 1900 pour son aménagement de la cour intérieure du Petit Palais. Il dirige un atelier libre à l'École nationale supérieure des beaux-arts à partir de 1906. Il est élu à l'Académie des beaux-arts en 1928 dans le fauteuil no 2 de la section architecture. Certains plans de ses projets (non réalisés) sont conservés au Musée d'Orsay. 
Il meurt le 18 mars 1939 dans le 6e arrondissement de Paris,. Ses obsèques sont célébrées à l'Église Saint-Sulpice de Paris le 23 mars 1939.

## Enseignement
Premier assistant de Georges Scellier de Gisors de 1901 à 1905, il succède son atelier (1897-1905). À partir de 1905, il obtient le poste de chef d’atelier, qu'il gardera jusqu'à son décès en 1939. Ses premiers assistants étaient :
- Louis Madeline de 1921 à 1928 ;
- Joseph Marrast de 1928 à 1930 ;
- Louis Aublet de 1930 à 1937 ;
- André Hilt (1906-1946) de 1938 à 1939.

De 1901 à 1929, l’atelier est situé au numéro 26, rue de Lille à Paris 7 ème.
À partir du 15 juillet 1929, il est déplacé au numéro 13, rue Visconti à Paris 6 ème.

### Elèves
Parmi ses élèves, on compte :
- Henri Jacobi
- Louis Aublet
- Jean-Baptiste Hourlier
- Georges Dengler
- André Hilt
- Max Abramovitz[8]
- Pierre Bourdeix
- Eugène Harot
- Otello Zavaroni

## Principales réalisations

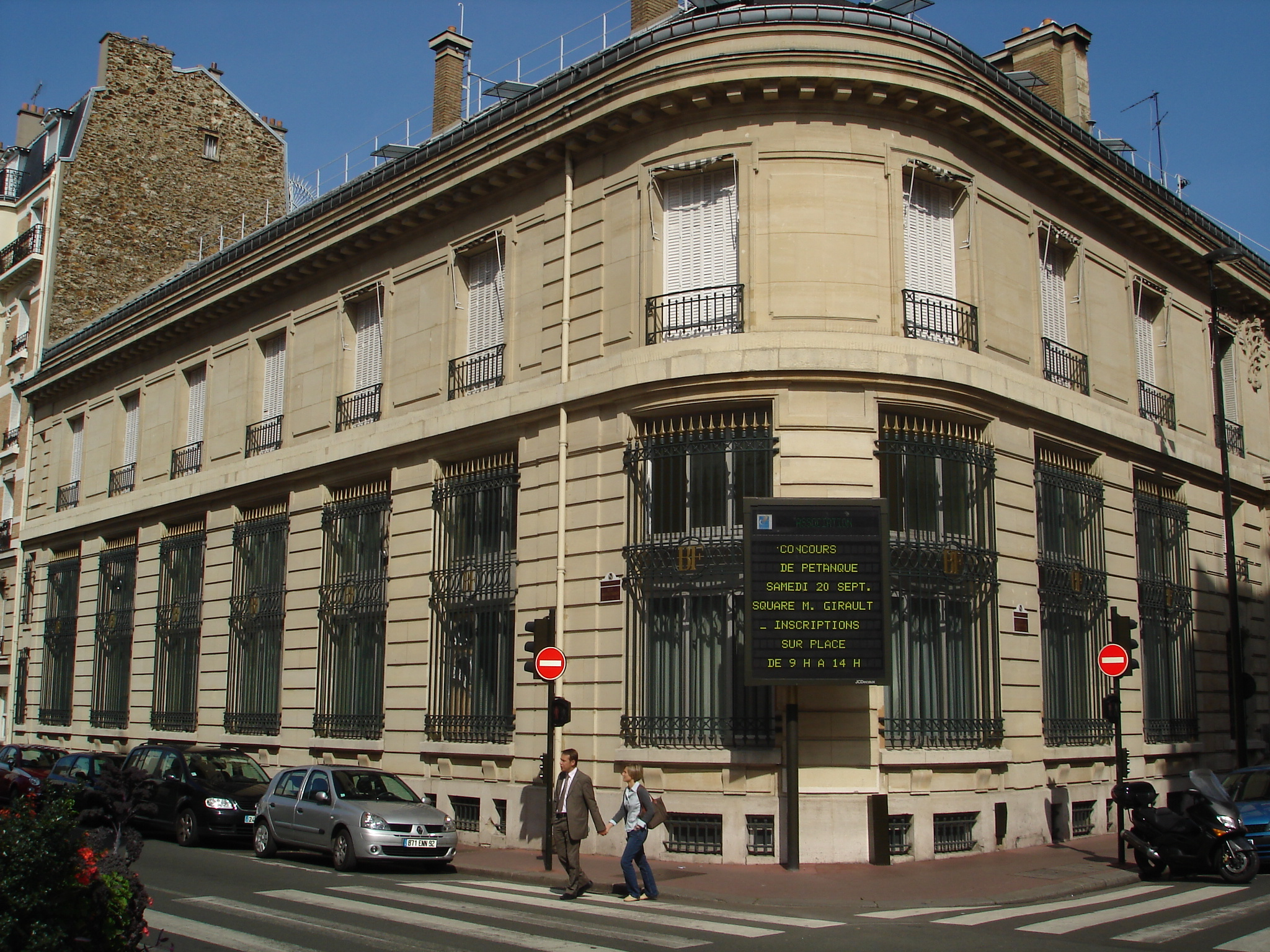
Bâtiment de la Banque de France à Levallois-Perret

- vers 1899-1930 : succursales de la Banque de France à Neuilly-sur-Seine[9], rue Anatole France à Levallois-Perret (inscrit MH), Ivry-sur-Seine[10], Melun[9], Châlons-en-Champagne (vers 1899)[11], Boulogne-Billancourt (vers 1909), l'hôtel Boscary de Romaine, succursale de Pau (1914), Sélestat, Orléans, Solesmes, Narbonne, La Flèche, Bordeaux, Hyères (vers 1922)[12], Clichy (vers 1923), Nancy, Metz ; réaménagement d'hôtels particuliers pour des succursales à Montbéliard et 1 place du Général-Catroux dans le 17e arrondissement de Paris[13]
- 1900 : aménagement de la cour intérieure du Petit Palais,
- 1901 : immeuble 4 boulevard Raspail dans le 7e arrondissement de Paris
- 1904 : immeuble 1 place de l'Alma dans le 16e arrondissement de Paris
- 1907 : poste et caisse d'épargne à Boulogne-Billancourt
- 1921 : Hôtel Gaillard à Paris (aménagements intérieurs)
- 1925-1927 : salles souterraines du siège de la Banque de France à Paris
- 1932 : hôpital de Juvisy-sur-Orge